# Fahrmannsbach
Der Fahrmannsbach ist der Unterlauf des Hottenbach und ein  kleiner westlicher Zufluss des Ammersees auf und am nördlichen Rand des Gemeindegebiets von Utting am Ammersee im Landkreis Landsberg am Lech in Bayern.

## Verlauf
Der etwa 0,6 km lange Fahrmannsbach entsteht in einem kleinen Talwäldchen im Nordosten des Gemeindegebietes von Utting durch die rechte Zumündung des Moosgrabens zum größeren Hottenbach. Er läuft in kleinen Schlingen hangabwärts nach Osten, unterquert nach knapp der Hälfte seines Laufes die Ammerseebahn  und ist danach Gemeindegrenze zu Schondorf am Ammersee im Norden. Jenseits des Uferwegs mündet er dann in den Ammersee.
Der Fahrmannsbach wird von Anfang bis Ende von einer Gehölzgalerie begleitet. Links an den Unterlauf grenzt dicht das Schondorfer Siedlungsgebiet um die Seestraße, während die Siedlungsgrenze von Utting etwa einen halben Kilometer entfernt ist. Sein stumpfer Mündungsfächer ragt 50 – 100 Meter in den Ammersee hinein.
Über den Abschnitt ab der Zumündung des Moosgrabens hinaus wird auch der Unterlauf der Hottenbachs schon etwa ab seiner Unterquerung der Schondorfer Straße (St 2055) an drei von ihm gespeisten Teichen (⊙) als Fahrmannsbach bezeichnet. Mit diesem zusätzlichen, südöstlich laufenden Anfangsabschnitt gleichen Charakters ab etwa 555 m ü. NN hat er eine Länge von etwa 1,1 km.

### BayernAtlas („BA“)
Amtliche Online-Gewässerkarte mit passendem Ausschnitt und den hier benutzten Layern: Lauf des Fahrmannsbach

Allgemeiner Einstieg ohne Voreinstellungen und Layer: BayernAtlas der Bayerischen Staatsregierung (Hinweise)
1. 1 2  Höhe abgefragt auf dem Hintergrundlayer Amtliche Karte (Rechtsklick).
2. ↑  Höhe nach blauer Beschriftung auf dem Hintergrundlayer Amtliche Karte.
3. 1 2  Länge abgemessen auf dem Hintergrundlayer Amtliche Karte.
4. ↑  Einzugsgebiet abgemessen auf dem Hintergrundlayer Amtliche Karte.

### Sonstige
1. ↑  Hans Graul: Geographische Landesaufnahme: Die naturräumlichen Einheiten auf Blatt 180 Augsburg. Bundesanstalt für Landeskunde, Bad Godesberg 1962. → Online-Karte (PDF; 4,1 MB)